# تیغ‌پشت نواری کوهستان
تیغ‌پشت نواری کوهستان(نام علمی: Hemicentetes nigriceps) نام یک گونه از سرده تیغ‌پشت‌های نواری است.